# 高若瑟
何塞·達科斯塔·努涅斯樞機（葡萄牙語：Cardinal José da Costa Nunes；1880年3月15日—1976年11月29日）漢名高若瑟，是葡萄牙籍天主教司鐸級樞機。更在1972年8月14日至1976年11月29日是為在世最年長樞機，並曾擔任東印度宗主教、羅馬聖教會副總司庫和領銜奧德修斯總教區總主教

## 生平

### 早年生活與晉鐸
何塞·達科斯塔·努涅斯 出生於1880年3月15日，葡萄牙王國亞速群島的城鎮馬達萊娜。年小時隨鮑理諾主教到葡萄牙殖民地澳門，後就讀於聖若瑟修院。於1903年6月4日晉鐸後，出任鮑理諾主教秘書。1906年至1913年被任命為澳門暨東帝汶副主教，於是他開始東帝汶傳教工作。

### 晉牧
1920年12月16日晉牧，並繼任成為第十七任澳門教區主教。他任內重建聖羅撒女子中學及聖嘉辣小堂。又興建主教寓所及小堂於西望洋山，並聘請耶穌會會士重掌修院教職，創建培貞學校，聖若瑟中學、公教學校、望德學校，和重修澳門主教公署及聖母聖誕主教座堂。
1940年12月11日，出任果亞暨達曼總教區總主教和東印度宗主教。1953年12月16日，他被任命為羅馬聖教會副總司庫和領銜奧德修斯總教區總主教（Titular Archbishop of Odessus），但同時可以保留“宗主教”的個人稱號。

### 擢升樞機

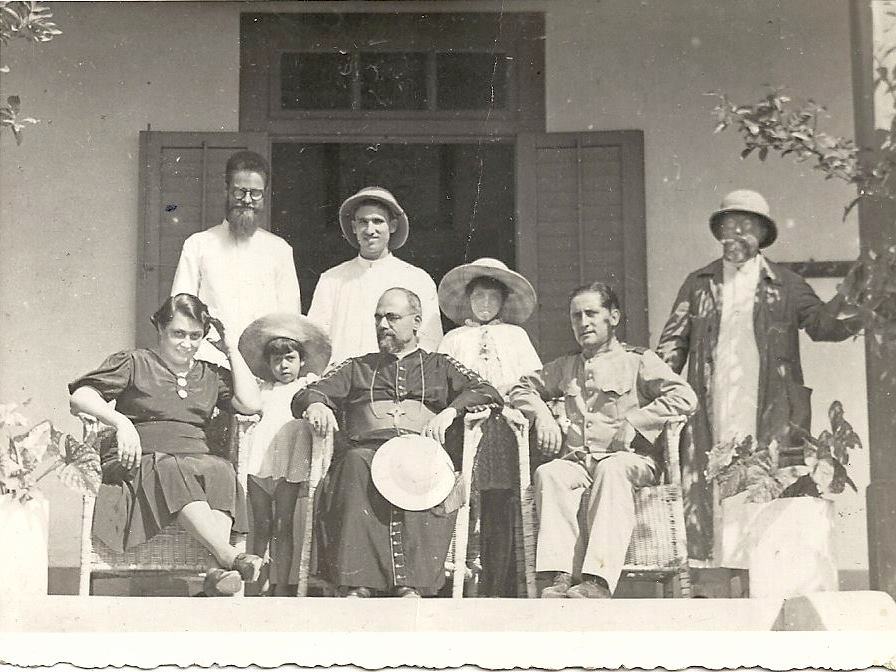
高若瑟在1937年訪問東帝汶

1962年3月19日，被時任教宗若望二十三世擢昇為司鐸級樞機。他還參加了1962年至1965年的梵蒂岡第二次會議，和及後的1963年教宗選舉秘密會議，堂時選出的教宗是保祿六世。於1965年11月10日，他以宗座代表身份出席天主教傳入澳門的四百周年慶典。
他於1976年，在意大利羅馬逝世，享年96歲。他的遺體後來被轉移到戰神廣場里斯本聖安多尼堂安葬。

## 牧徽

高若瑟樞機牧徽